# Primo sbarco di Agatocle nella Sicilia occidentale

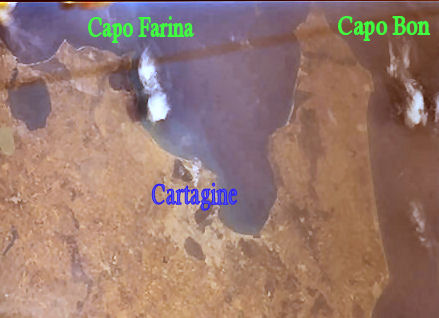
Il golfo di Cartagine dal quale salpò Agatocle con 2.000 dei suoi uomini

Il primo sbarco di Agatocle nella Sicilia occidentale (per distinguerlo dal secondo e definitivo sbarco) avvenne nell'anno 307 a.C. quando il comandante dell'esercito siracusano, nonché tiranno di Siracusa e prossimo basileus di Sicilia,  lasciò temporaneamente la sua spedizione in Africa per approdare in terra siciliana, nei pressi di Selinunte, e da qui percorrere l'isola per impedire ad Agrigento e al suo generale Xenodico di prendere la leadership sulle città greche - che in sua assenza lo avevano tradito, ribellandosi al suo dominio - e farsi liberatrice, al posto di Siracusa, della cacciata del seolare nemico punico. 

## L'approdo a Selinunte e la conquista delle città
Nonostante Siracusa regesse benissimo l'assedio dei Cartaginesi (era anche stato catturato e decapitato in pubblica piazza il sufeta Amilcare gisgonio), un'altra minaccia si era volta contro il potere di Agatocle in Sicilia: Agrigento, che come già aveva fatto Dinocrate ruppe anch'essa l'alleanza con Cartagine, si era posta con il suo generale Xenodico alla guida di una coalizione di città siciliane che oltre a voler debellare il governo di Agatocle combatteva anche per cacciare i Punici dall'isola; in sostanza Agrigento ambiva a diventare la nuova capitale di Sicilia, sostituendosi al ruolo egemonico di Siracusa. Agatocle decise quindi che doveva momentaneamente lasciare l'Africa per andare a sistemare la pericolosa situazione siciliana. Dopo aver lasciato le redini dell'esericto nelle mani di suo figlio Arcagato, Agatocle salpò con una minima parte del suo esercito e approdò presso Selinunte e da qui incominciò la conquista di tutta la parte punica della Sicilia. 

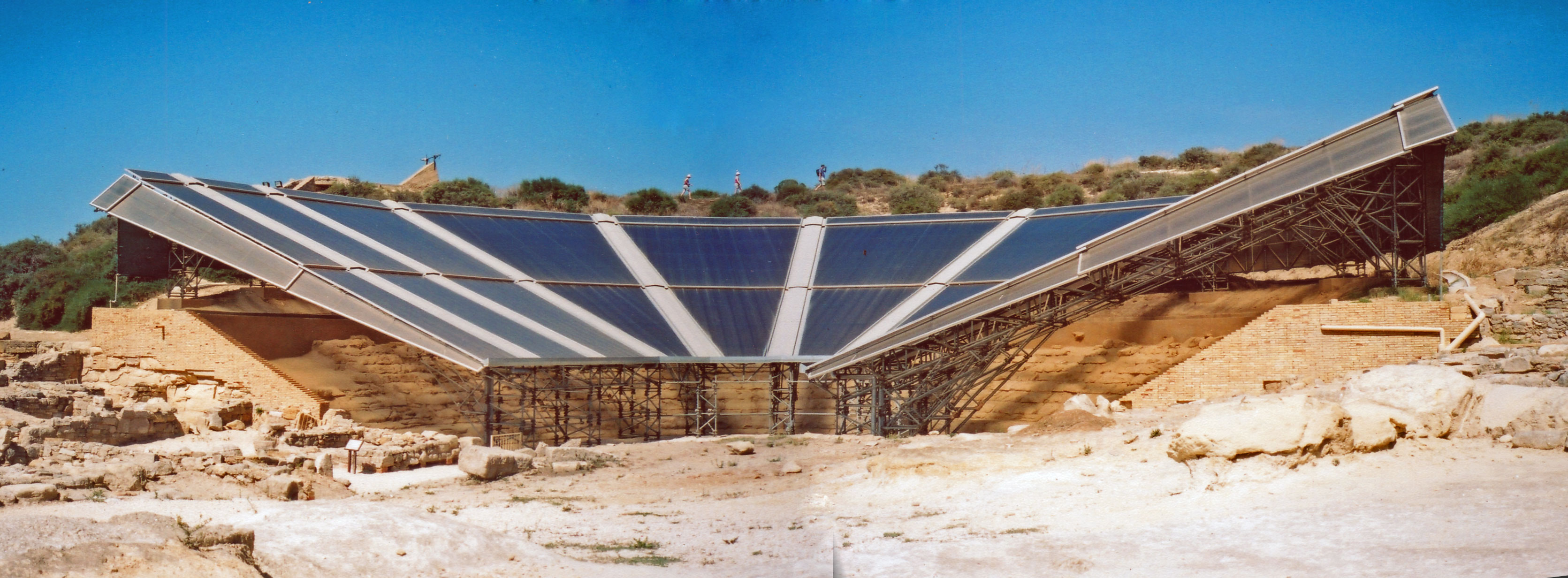
Il teatro greco di Eraclea Minoa; città passata in mano ai Cartaginesi a seguito del trattato di pace stipulato con Agatocle nel 320 a.C.

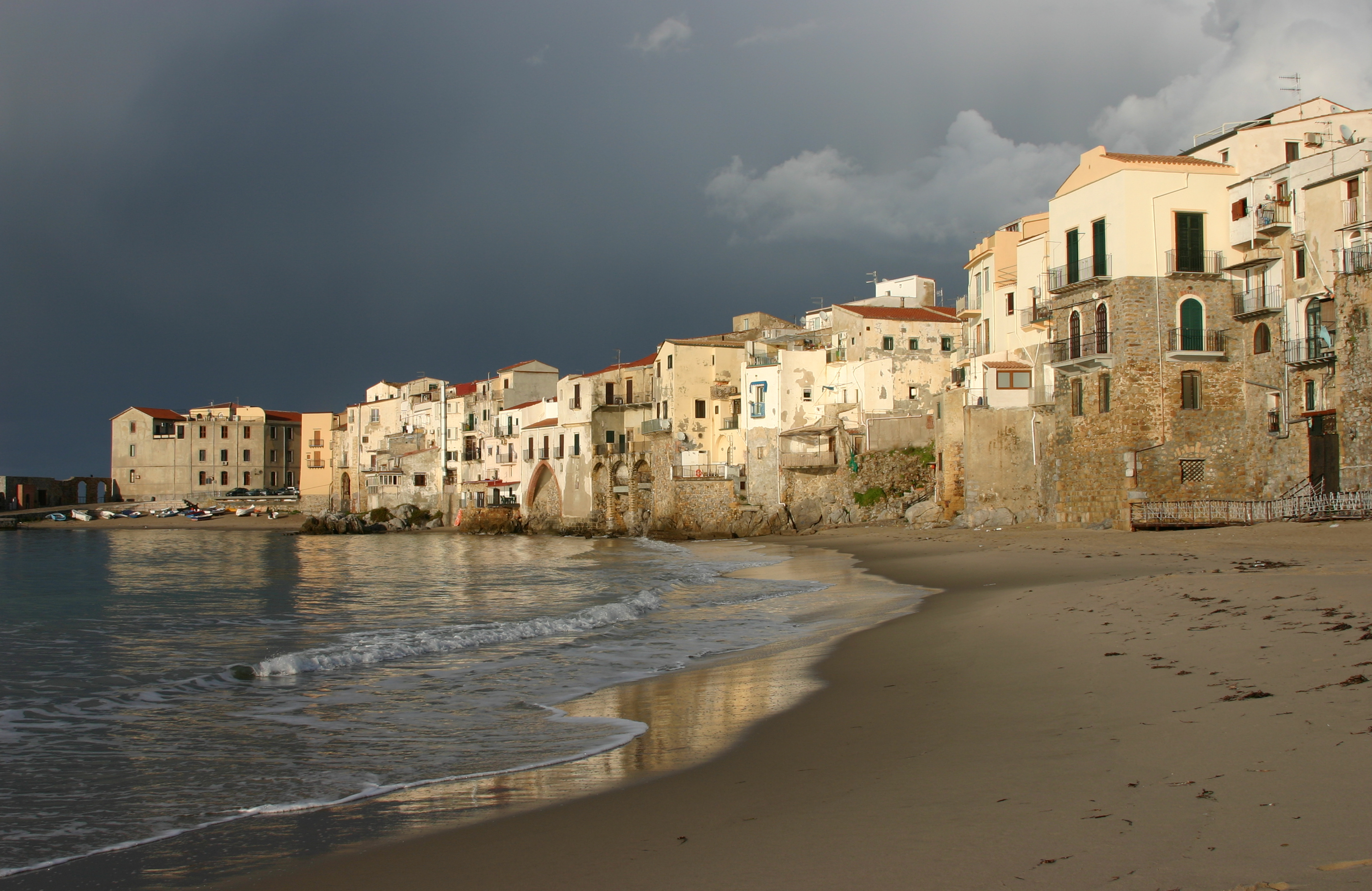
Cefalù divenne insieme a Terme uno dei due quartieri generali di Agatocle nella Sicilia occidentale

Appena sbarcato, Agatocle fu informato dal suo generale Leptine che l'esercito di Agrigento era stato sconfitto dai soldati agatoclei fatti uscire dalla pentapolis e dalle fortezze della Sicilia orientale. Sollevato dalla notizia, Agatocle voleva giungere quanto prima dentro Siracusa (in questo momento egli si trovava da tutt'altra parte: vicino a Capo Lilibeo), prese quindi a marciare e approfittando del fatto che la Sicilia occidentale dei Punici si trovava in quel momento priva di difese (i soldati Cartaginesi erano infatti quasi tutti impegnati a Siracusa e nella Libye) egli poté impadronirsi quasi indisturbato di numerose città da tempo contese da Cartaginesi e Siracusani: entrò in possesso oltre che di Selinunte anche di Heraclea Minoa, della sua città natia, ovvero Terme, e di Cefalù, il cui governo venne affittato al suo generale Leptine. 
Agatocle quindi si diresse nella Sicilia centrale con l'intenzione di riprendere Centuripe, ma il suo piano venne però scoperto e di notte furono massacrati più di 500 dei suoi uomini. Allora egli si volse verso la Sicilia nord-orientale, nella città di Apollonia; attirato ad essa da un gruppo di fuoriusciti che gli aveva promesso il governo della città, ma anche qui la presa si rivelò essere non priva di agguerrita resistenza: il dinasta impiegò due giorni di assedio per farla cadere in suo potere, dopodiché ne massacrò la popolazione che aveva avuto l'ardire di resistergli.
In questi frangenti Agatocle evitò lo scontro con Dinocrate: il Siracusano oligarchico si sostituì ben presto agli Agrigentini con il ruolo di “liberatore” dei popoli oppressi di Sicilia; forte di un esercito composto da ben 20.000 uomini e 500 cavalieri, si accampò vicino al luogo in cui si trovava Agatocle, sfidandolo apertamente. Ma il dinasta, consapevole di non poter vincere la battaglia che Dinocrate gli offriva, poiché era venuto in Sicilia solamente con una piccola parte del suo esercito che in quel momento stava combattendo in Africa, decise di evitare il pericoloso avversario e tirò dritto per la sua strada. Dinocrate, vedendo Agatocle eludere il suo invito allo scontro, preferì non inseguirlo, sentendosi comunque di aver riportato anche così una vittoria contro di lui.

## Agatocle giunge nella Sicilia orientale

### L'arrivo a Siracusa
Agatocle finalmente giunse a Siracusa, dopo esserne stato distante per quattro anni. Mentre era immerso nei delicati pubblici affari (infatti se anche grazie al suo diversivo africano i Cartaginesi erano stati costretti ad allentare il blocco su Siracusa, non avevano comunque smesso di cingerla d'assedio), gli arrivò un messaggio dal figlio Arcagato, il quale informandolo del disastro bellico accaduto al suo esercito in Africa (durante la sua assenza i Cartaginesi avevano teso ai suoi uomini numerose imboscate che si erano rivelate fatali) lo invitava a raggiungerlo celermente presso il loro quartiere generale a Tunisi.

### Il blocco navale cartaginese e il soccorso etrusco

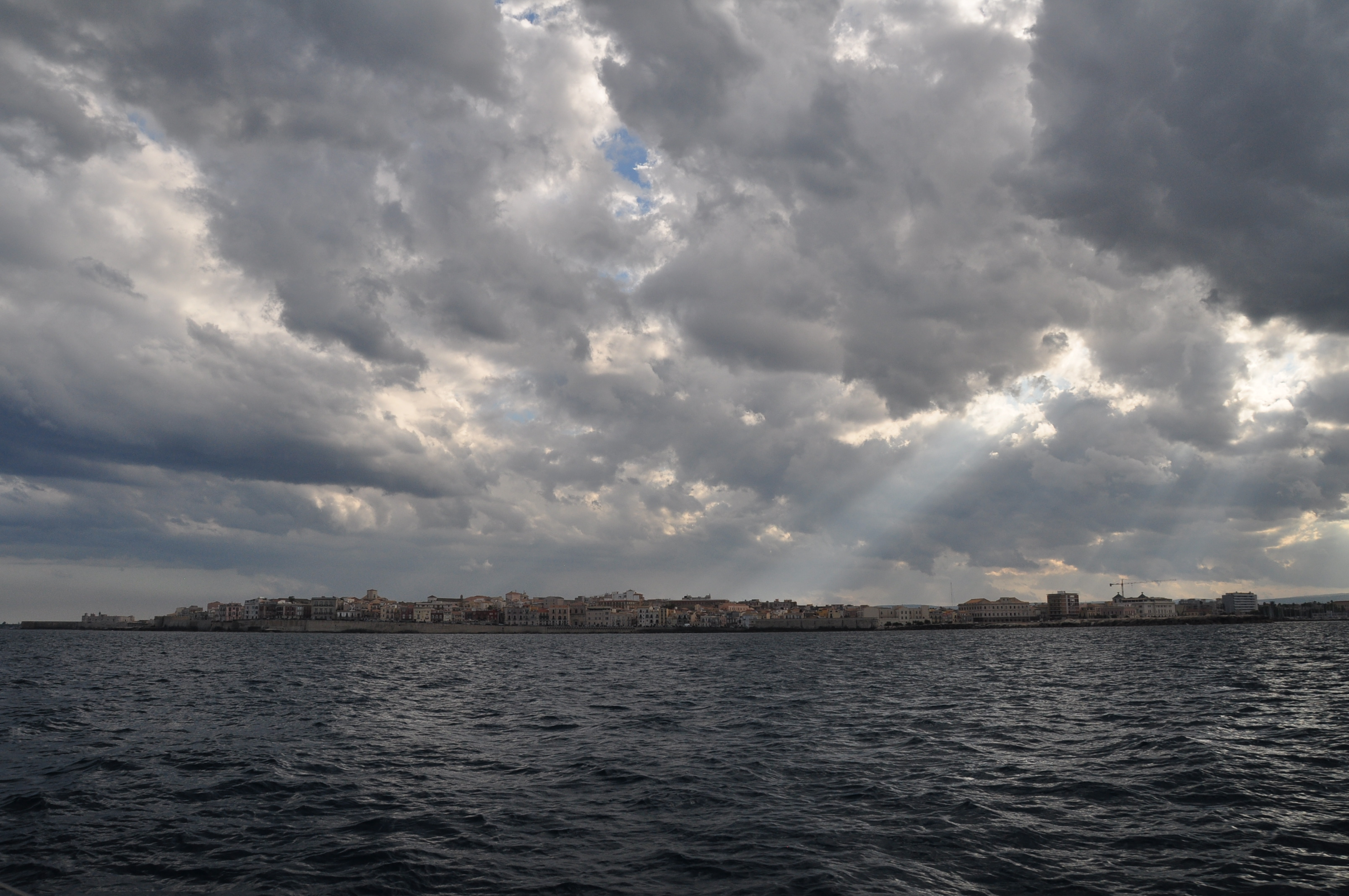
L'isola di Siracusa, Ortigia, sede del porto, vista dal mare aperto

Ricevuto il messaggio del figlio, Agatocle si era disposto per partire e aveva quindi allestito 17 navi nel porto di Siracusa. Tuttavia i Cartaginesi disponevano ancora di 30 navi con le quali continuavano a impedire ai Siracusani l'accesso al mare.
In aiuto di Agatocle giunsero però gli Etruschi; costoro andarono da Agatocle con 18 navi e silenziosamente riuscirono a infiltrarsi di notte nel porto aretuseo.
Sulla presenza degli Etruschi in questi frangenti si sono formate diverse tesi: secondo alcuni studiosi gli Italici d'Etruria vedevano in Agatocle l'ultima speranza per impedire a Roma di diventare padrona dell'Italia centrale e quindi lo appoggiavano contro Cartagine la quale, secondo la cronologia di Tito Livio, stringerà da lì a pochissimo (306 a.C.) un trattato di alleanza con i Romani (trattato del quale purtroppo non si conoscono i termini ma non è da escludere che vi comparisse il nome di Agatocle, che tanto stava facendo penare i Cartaginesi, come nemico supremo da tenere sotto controllo da ambo le parti; infatti le mire di Agatocle saranno in seguito rivolte contro l'Italia). Non tutti però concordano nell'avvicinamento degli Etruschi ad Agatocle in chiave anti-romana; altri studiosi ritengono infatti che l'Etruria fosse già caduta quando le sue navi vennero a Siracusa, per cui il suo sarebbe stato un aiuto disinteressato da questioni politiche.
Felice di ricevere l'aiuto degli alleati italici il basileus organizzò con loro un piano per ingannare la flotta cartaginese: fece rimanere nascoste le navi etrusche e avanzò con le sue spingendo i Cartaginesi ad inseguirlo; come previsto questi si affrettarono a raggiungerlo, consapevoli che il suo obiettivo era la costa libica. 
Nel frattempo le navi etrusche si posizionarono alle spalle di quelle cartaginesi e Agatocle voltò la prua all'indietro in modo tale che la flotta punica si ritrovasse compressa tra le due forze avversarie. I Cartaginesi vedendosi sopraffatti si diedero alla fuga. I Siracusani presero 5 navi nemiche e il comandante della flotta punica vedendo perduta ogni speranza preferì uccidersi piuttosto che cadere schiavo del nemico. Fu così che Agatocle inaspettatamente si fece padrone del mare.

### Il banchetto e la ripartenza
Senza più il blocco navale Agatocle era libero di navigare per l'Africa, ciononostante egli non partì subito. Era riuscito brillantemente a sconfiggere una volta per tutte l'esercito di Agrigento, ma la situazione in Sicilia ugualmente lo inquietava poiché Dinocrate si faceva militarmente sempre più forte, quindi, nonostante fosse divenuto padrone di tutta l'isola, prima di lasciare la guerra in mano al suo generale Leptine volle assicurarsi la fedeltà dei Siracusani compiendo una grande epurazione; gli ci volle del tempo per scoprire quanti erano i nemici che aveva tra le sue mura, ma una volta scoperti li invitò nel suo palazzo e nel corso di apparenti sontuosi festeggiamenti fece trucidare dai mercenari più di 500 Siracusani che egli sospettava potessero darsi a Dinocrate. Fatto ciò Agatocle sentiva di essersi assicurato la tenuta ferrea della sua capitale, la quale non avrebbe aperto le porte al rivale oligarchico. Dopodiciò prese il mare diretto a Tunisi.
Approdato nella Libye Agatocle raggiunse il campo del suo esercito. Qui trovò gli uomini molto provati e demoralizzati, con una forte carestia a dar loro il tormento. Agatocle, che non avrebbe permesso che i suoi soldati si arrendessero senza combattere, li spronò a dare battaglia, quindi si mise alla loro guida e usciti allo scoperto li portò verso il campo del nemico.

### Esplicative
1. ↑  Sulle città dell'Etruria che aiutarono Agatocle a rompere il blocco navale e tornare in Africa il De Sanctis esclude Caere che nel 307 era già in mano a Roma e Tarquinia, scesa a patti con i Romani, mentre propone come alleate Perugia, Arezzo e Cortona. Vd. Gaetano De Sanctis, p. 214, n. 1. Altri hanno proposto i centri costieri di Populonia, Vetulonia e Rosette, «città marinare della lega»; cit. Paolo Emilio Pecorella, Kokalos 26-27, p. 189. La Langher si dice invece incerta nello stabilire se si trattasse di delegati delle città della lega etrusca o dell'iniziativa di singole città. Cfr. Consolo Langher, p. 219.

### Referenze
1. ↑  Cfr. De Vincenzo, Tra Cartagine e Roma: I centri urbani dell’eparchia punica di Sicilia..., 2013, p. 27.
2. ↑  Diod. Sic., XX 56, 3.
3. ↑  Diod. Sic., XX 56, 4.
4. ↑  Diod. Sic., XX 57, 1-3.
5. 1 2  Diod. Sic., XX 61, 5.
6. ↑  Marta Sordi, Roma e i Sanniti nel IV secolo a. C., 1969, p. 99.
7. ↑  Sul trattato vd.: Tito Livio, IX, 43.26. Cfr. sul ruolo di Agatocle nel trattato: Howard H.Scullard, Storia del mondo romano. Dalla fondazione di Roma alla distruzione di Cartagine, vol.I, 1992, p. 173.
8. ↑  Gaetano De Sanctis, p. 241, n. 1; Kōkalos, 1966, p. 155.
9. ↑  Diod. Sic., XX 61, 6-8.
10. ↑  Giustino, XXII 8, 1.
11. ↑  Diod. Sic., XX 62-63.
12. ↑  Diod. Sic., XX 64, 1.
13. ↑  Diod. Sic., XX 64, 1-3.